# Core 2 Quad
Core 2 Quad — четырёхъядерный процессор компании Intel. Процессор под этой торговой маркой появился в январе 2007 г. был основан на дизайне ядер Kentsfield, производился по 65-нм техпроцессу и носил имя Intel Core 2 Quad Q6600, имел тактовую частоту процессора 2400 МГц, частота системной шины 1066 МГц и размер L2 кэша 8 Мб. Первый четырёхъядерный процессор Intel анонсировали осенью 2006 г. - Core 2 Extreme QX6700 с тактовой частотой процессора 2667 МГц и разблокированным множителем. Чуть позже в 2007 г. появились обновлённые модели: Core 2 Quad Q6700 с частотой процессора 2667 МГц и Core 2 Extreme QX6800 2933 МГц и частотой шины 1066 МГц; позже, в том же 2007 г., добавили QX6850 с частотой 3000 МГц и с достаточно высокой частотой шины 1333 МГц — это был самый мощный и самый последний из процессоров дизайна Kentsfield. Уже в марте 2009 г. чипы Kentsfield перестали производить. В начале 2008 г. Intel значительно увеличил ассортимент четырёхъядерных процессоров для LGA775, и в продажу поступили процессоры, модели которых начинались уже с девятки: Q9400, Q9450 и Q9550 на основе обновлённого дизайна ядер Yorkfield, которые уже начали производить по 45-нм техпроцессу. Среди важных улучшений были: новый набор инструкций SSE4.1, увеличение кэша L2 с 8 Мб до 12 Мб и частоты шины от 1333 МГц до 1600 MHz у Core 2 Extreme, также некоторые модели такие как Core 2 Extreme QX9775 с максимально возможной частотой процессора 3200 МГц и шиной 1600 МГц выпускались для серверного сокета LGA771, которые применялись в брендовых мощных игровых компьютерах Dell Alienware и Acer Predator. 
В 2009 Intel ещё продолжал наполнять модельный ряд процессоров Core 2 Quad с дизайном Yorkfield, даже несмотря на выход в ноябре 2008 г. абсолютно новых процессоров, которые значительно отличались от дизайна ядер Yorkfield, под новой торговой маркой Core i7 с новым дизайном ядер Nehalem и новым сокетом LGA 1366. Процессоры Core 2 Quad с дизайном ядер Yorkfield производились до 07.02.2011.
Процессоры семейства Intel Core 2 Quad — это последнее решение в исполнении LGA775.

## Kentsfield
Kentsfield — дизайн ядер, положенный в основу четырёхъядерных процессоров, был анонсирован 02.11.2006. Анонс прошёл всего через пару месяцев после анонса дизайна Conroe в связи с тем, что разработка этих дизайнов шла одновременно. Основная модель на основе дизайна Kentsfield — Intel Core 2 Quad Q6600, он поступил в продажу 08.01.2007 по цене $851. Это была единственная модель вплоть до 22.07.2007, когда поступили в продажу модели Intel Core 2 Quad Q6700 и Intel Core 2 Extreme QX6850 по цене $530 и $999 соответственно. Модель Intel Core 2 Extreme QX6850 была основана на дизайне Kentsfield XE. В дальнейшем цена на Intel Core 2 Quad Q6600 была снижена до $266, что сделало процессор общедоступным.
Kentsfield XE — модернизированный дизайн ядер Kentsfield, который имеет незначительные отличия от оригинала, а именно более эффективную стабильность при высоких частотах и свободный коэффициент умножения. Данный дизайн использовался в процессорах Intel Core 2 Extreme QX6700, QX6800 и QX6850.
Дизайн ядер Kentsfield имеет площадь 286 мм² и 582 млн транзисторов. Объём кэш-памяти первого уровня составляет 32 Кб для инструкций и 32 Кб для данных на каждое ядро. Объём общей кэш-памяти второго уровня составляет 8 Мб. Для производства дизайна применялись нормы 65-нм полупроводникового технологического процесса изготовления. Энергопотребление составляет 95—105 Вт у Kentsfield и 130 Вт у Kentsfield XE. Максимальное напряжение питания — 1,350 В. Последний степинг — G0.

## Yorkfield
Yorkfield — аналогичный Kentsfield дизайн ядер, состоящий из двух чипов, но здесь используются 45-нм чипы Wolfdale, которые основаны на новой архитектуре Intel Penryn, однако они не несут существенных архитектурных изменений по сравнению с 65-нм чипами Conroe, основанных на микроархитектуре Core. Изначально планировалось, что чипы Yorkfield поступят в продажу в январе 2008 г., однако дату пришлось перенести на март из-за обнаруженной ошибки в дизайне. Первые модели — Intel Core 2 Quad Q9300 и Q9450, которые имели частоты 2500 и 2667 МГц и продавались по цене $266 и $316 соответственно. В апреле появилась модель Intel Core 2 Quad Q9550 с частотой 2833 МГц, которая стоила $530.
Дизайн ядер Yorkfield имеет площадь 214 мм² и 820 млн транзисторов, для производства дизайна используются нормы 45-нм технологического процесса.
Объём кэш-памяти первого уровня составляет 32 Кб для инструкций и 32 Кб для данных на каждое ядро. Объём общей кэш-памяти второго уровня составляет 12 Мб. Максимальное напряжение питания — 1,200 В. Энергопотребление составляет 65—95 Вт у Yorkfield и Yorkfield 6M и 130 Вт у Yorkfield XE. Последний степинг — R0.
Yorkfield XE — дизайн, который лег в основу процессоров Intel Core 2 Extreme QX9650, QX9770, QX9775. Раньше всех — 11.11.2007, то есть еще раньше, чем вышел основной дизайн Yorkfield — поступил в продажу Intel Core 2 Extreme QX9650. Данный дизайн совместим с серверным сокетом LGA771. Также, особенностью дизайна можно назвать свободный коэффициент умножения, что является естественной характеристикой линейки Intel Core 2 Extreme.
Yorkfield-6M — дизайн ядер, в основу которого вошла пара чипов Wolfdale-3M, использующиеся в дешёвых моделях Intel Core 2 Duo E7xxx. Дизайн Yorkfield-6M использовался в моделях Intel Core 2 Quad Q9xxx в которых 6 Мб кэша второго уровня и Q8xxx, в которых 4 Мб кэша второго уровня. Количество транзисторов в этом дизайне сократилось до 548 млн штук, а площадь уменьшилась до 162 мм².

## Технологии
Технологии, поддерживаемые процессорами Intel Core 2 Quad:
- Intel Virtualization Technology (VT) (кроме Q8200, Q8200s, Q8300);
- Intel Streaming SIMD Extensions 4.1 (SSE 4.1) (только у 45-нм Yorkfield);
- Intel Enhanced Virus Protection (EVP) или Execute Disable Bit;
- Intel Extended Memory 64 Technology (EM64T);
- Enhanced Intel SpeedStep Technology;
- Enhanced Halt State (C1E);
- Intel Thermal Monitor 2.

Разъём: LGA775
| Модель                                       | Частота, МГц                                 | Множитель                                    | Частота FSB, МГц                             | Кэш L2, Мб                                   | TDP, Вт                                      | Дизайн ядер                                  |
| 65-нанометровая технология (ядро Kentsfield) | 65-нанометровая технология (ядро Kentsfield) | 65-нанометровая технология (ядро Kentsfield) | 65-нанометровая технология (ядро Kentsfield) | 65-нанометровая технология (ядро Kentsfield) | 65-нанометровая технология (ядро Kentsfield) | 65-нанометровая технология (ядро Kentsfield) |
| -------------------------------------------- | -------------------------------------------- | -------------------------------------------- | -------------------------------------------- | -------------------------------------------- | -------------------------------------------- | -------------------------------------------- |
| Q6600                                        | 2400                                         | 9                                            | 1066                                         | 8                                            | 105                                          | Kentsfield                                   |
| Q6700                                        | 2667                                         | 10                                           | 1066                                         | 8                                            | 105                                          | Kentsfield                                   |
| QX6700                                       | 2667                                         | 10                                           | 1066                                         | 8                                            | 130                                          | Kentsfield XE                                |
| QX6800                                       | 2933                                         | 11                                           | 1066                                         | 8                                            | 130                                          | Kentsfield XE                                |
| QX6850                                       | 3000                                         | 9                                            | 1333                                         | 8                                            | 130                                          | Kentsfield XE                                |
| 45-нанометровая технология (ядро Yorkfield)  |                                              |                                              |                                              |                                              |                                              |                                              |
| Q8200                                        | 2333                                         | 7                                            | 1333                                         | 4                                            | 95                                           | Yorkfield-6M                                 |
| Q8200s                                       | 2333                                         | 7                                            | 1333                                         | 4                                            | 65                                           | Yorkfield-6M                                 |
| Q8300                                        | 2500                                         | 7,5                                          | 1333                                         | 4                                            | 95                                           | Yorkfield-6M                                 |
| Q8400                                        | 2667                                         | 8                                            | 1333                                         | 4                                            | 95                                           | Yorkfield-6M                                 |
| Q9300                                        | 2500                                         | 7,5                                          | 1333                                         | 6                                            | 95                                           | Yorkfield-6M                                 |
| Q9400                                        | 2667                                         | 8                                            | 1333                                         | 6                                            | 95                                           | Yorkfield-6M                                 |
| Q9400s                                       | 2667                                         | 8                                            | 1333                                         | 6                                            | 65                                           | Yorkfield-6M                                 |
| Q9450                                        | 2667                                         | 8                                            | 1333                                         | 12                                           | 95                                           | Yorkfield                                    |
| Q9500                                        | 2833                                         | 8,5                                          | 1333                                         | 6                                            | 95                                           | Yorkfield-6M                                 |
| Q9505                                        | 2833                                         | 8,5                                          | 1333                                         | 6                                            | 95                                           | Yorkfield-6M                                 |
| Q9505s                                       | 2833                                         | 8,5                                          | 1333                                         | 6                                            | 65                                           | Yorkfield-6M                                 |
| Q9550                                        | 2833                                         | 8,5                                          | 1333                                         | 12                                           | 95                                           | Yorkfield                                    |
| Q9550s                                       | 2833                                         | 8,5                                          | 1333                                         | 12                                           | 65                                           | Yorkfield                                    |
| Q9650                                        | 3000                                         | 9                                            | 1333                                         | 12                                           | 95                                           | Yorkfield                                    |
| QX9650                                       | 3000                                         | 9                                            | 1333                                         | 12                                           | 130                                          | Yorkfield XE                                 |
| QX9770                                       | 3200                                         | 8                                            | 1600                                         | 12                                           | 136                                          | Yorkfield XE                                 |
| QX9775                                       | 3200                                         | 8                                            | 1600                                         | 12                                           | 150                                          | Yorkfield XE                                 |